# Cathédrale de Lacedonia
La cathédrale de Lacedonia est une église catholique romaine de Lacedonia, en Italie. Il s'agit d'une cocathédrale du diocèse d'Ariano Irpino-Lacedonia.